# Hiraya
Hiraya (平谷村?) è un villaggio giapponese della prefettura di Nagano.